# Лјетоли Милани (Венеција)
Лјетоли Милани (итал. Liettoli Milani) је насеље у Италији у округу Венеција, региону Венето.
Према процени из 2011. у насељу је живело 42 становника. Насеље се налази на надморској висини од 2 м.